# The Reel Me
A The Reel Me a harmadik zenei DVD-je  Jennifer Lopez amerikai énekesnőnek, amely 2003 novemberében jelent meg az Epic Records kiadásában.

## Az album dalai

### DVD
1. If You Had My Love
2. No Me Ames (duet with Marc Anthony)
3. Waiting for Tonight (Hex Hector Remix)
4. Feelin’ So Good (featuring Big Pun and Fat Joe)
5. Love Don't Cost a Thing
6. Play
7. I'm Real
8. I'm Real (Murder Remix featuring Ja Rule)
9. Ain't It Funny
10. Alive
11. Ain't It Funny (Murder Remix featuring Ja Rule and Caddillac Tah)
12. I'm Gonna Be Alright (Track Masters Remix featuring Nas)
13. Jenny from the Block (featuring Styles P and Jadakiss)
14. All I Have (featuring LL Cool J)
15. I'm Glad
16. Baby I Love U!
17. Outro

### Bónusz CD
1. Baby I Love U! – 4:29
2. Jenny from the Block (Seismic Crew's Latin Disco Trip) – 6:41
3. All I Have (Ignorants Mix featuring LL Cool J) – 4:03
4. I'm Glad (Paul Oakenfold Perfecto Remix) – 5:47
5. The One (Bastone & Burnz Club Mix) – 7:40
6. Baby I Love U! (R. Kelly Remix) – 4:11
7. I'm Glad (Big Brovaz Mix) - 3:45

## Fordítás
Ez a szócikk részben vagy egészben  a   The Reel Me című angol Wikipédia-szócikk fordításán alapul.  Az eredeti cikk szerkesztőit annak laptörténete sorolja fel. Ez a jelzés csupán a megfogalmazás eredetét és a szerzői jogokat jelzi, nem szolgál a cikkben szereplő információk forrásmegjelöléseként.